# 花 (ソフィー・エリス・ベクスターのアルバム)
『花』(ハナ、Hana)は、イギリスのシンガーソングライター、ソフィー・エリス・ベクスターの7枚目のスタジオ・アルバム。2023年6月2日にクッキング・ヴァイナルによって発売された。
このアルバムはエド・ハーコートによってプロデュースされた3作目にして最後のアルバムとなった。アルバムは新型コロナウイルス感染症の世界的流行が起こる直前に日本に旅行した経験が基になっている。アルバムのテーマとしては楽観、冒険、道徳などを扱っている。批評家達はアルバムの持つ個性や、ソフィーのディスコグラフィーの中における一作としての本作を評価したが、ハーコートとのコラボレーションの最終的な成果としては賛否両論が飛び交った。
アルバムのデラックス・エディションは2023年11月24日に発売された。

## アルバムの制作、日本からの影響
アルバムの制作は2020年初頭にソフィーが息子と母を連れて日本を訪れたことから始まった。元々ソフィーは旅に参加する予定が無かったが、継父の体調が悪化したことから代わりに参加するように頼まれた。ソフィーは日本への旅を「継父の身に起きていることによって、悲しみがあったことも手伝って、特別な旅になった」と語った。彼女が旅から戻ってきて新型コロナウィルスの世界的流行によるロックダウンが始まったことで、「突然どこにも行けなくなったことによって、私たちの頭の中で、日本が豊かでインスピレーションに満ちた風景としてより一層重要になった」と説明している。アルバムタイトルには日本語の「花」が使われた。
継父は同年7月に亡くなり、彼への追悼、彼の人生を祝うこともアルバムの制作に影響を与えた。
ソフィーはイブニング・スタンダードとのインタビューの中で、ロックダウン中に開催した「キッチン・ディスコ」のライヴストリーム・コンサートの成功にも関わらず、本作をダンス・ポップの作品にしなかったことについて「そういう心境ではなかった」と語っている。

## プロモーションとシングル
「ブレイキング・ザ・サークル」は2023年2月8日にリード・シングルとして発売され、「キッチン・ディスコ・ツアー」のヨーロッパ公演で初披露した。ソフィー曰く「現実と幻想をさ迷った」ミュージック・ビデオはレミ・ラウダトによって監督され、3月1日に公開された。アルバムのセカンド・シングル「エヴリシング・イズ・スウィート」は3月23日に発売、3枚目のシングル「ロスト・イン・ザ・サンシャイン」は2023年4月18日に発売された。「ロスト・イン・ザ・サンシャイン」のビデオはローマで撮影され、5月25日に公開された。

## トラックリスト
全曲ソフィー・エリス・ベクスター、エド・ハーコートによる作詞作曲、ハーコートによるプロデュース、リチャード・ジョーンズによるアディショナル・プロデュース。
| #         | タイトル                      | 作詞  | 作曲・編曲 | 時間 |
| --------- | ----------------------------- | ----- | ---------- | ---- |
| 1.        | 「A Thousand Orchids」        |       |            | 4:36 |
| 2.        | 「Breaking the Circle」       |       |            | 4:13 |
| 3.        | 「Until the Wheels Fall Off」 |       |            | 4:07 |
| 4.        | 「Everything Is Sweet」       |       |            | 4:50 |
| 5.        | 「Lost in the Sunshine」      |       |            | 4:04 |
| 6.        | 「Tokyo」                     |       |            | 3:23 |
| 7.        | 「Beyond the Universe」       |       |            | 4:13 |
| 8.        | 「He's a Dreamer」            |       |            | 5:06 |
| 9.        | 「Reflections」               |       |            | 3:22 |
| 10.       | 「Hearing in Colour」         |       |            | 4:01 |
| 11.       | 「Broken Toy」                |       |            | 3:32 |
| 12.       | 「We've Been Watching You」   |       |            | 4:37 |
| 合計時間: | 合計時間:                     | 50:04 |            |      |

| #   | タイトル                                                                      | 作詞 | 作曲・編曲 | 時間 |
| --- | ----------------------------------------------------------------------------- | ---- | ---------- | ---- |
| 13. | 「Blossom of the Night」                                                      |      |            | 3:46 |
| 14. | 「Lost in the Sunshine」(Acidtone radio edit)                                 |      |            | 3:23 |
| 15. | 「Lost in the Sunshine」(Acidtone remix)                                      |      |            | 4:32 |
| 16. | 「Breaking the Circle」(Sudlow remix)                                         |      |            | 3:00 |
| 17. | 「Breaking the Circle」(Sudlow Club mix)                                      |      |            | 6:21 |
| 18. | 「Lost in the Sunshine」(Sudlow radio mix)                                    |      |            | 3:07 |
| 19. | 「Lost in the Sunshine」(Sudlow club mix)                                     |      |            | 5:40 |
| 20. | 「Breaking the Circle」(featuring BBC Concert Orchestra) (Radio 2 Piano Room) |      |            | 4:15 |
| 21. | 「Hypnotized」(with Wuh Oh)                                                   |      |            | 3:02 |

## チャート
| チャート (2023年)            | 最高 順位 |
| ---------------------------- | --------- |
| ベルギー (Ultratop Flanders) | 174       |
| ベルギー (Ultratop Wallonia) | 88        |
| スコットランド (OCC)         | 5         |
| UK アルバムズ (OCC)          | 8         |
| UK Independent Albums (OCC)  | 2         |